# Oddaprocedé
Het Oddaprocedé refereert aan het industriële productieproces van samengestelde kunstmeststoffen en werd omstreeks 1927 door Erling B. Johnson in Odda in Noorwegen ontwikkeld. 
De toegepaste technieken bestaan uit het ontsluiten van fosfaatrots met salpeterzuur.
{\displaystyle {\ce {Ca5(PO4)3OH + 10 HNO3 -> 3 H3PO4 + 5 Ca(NO3)2 + H2O}}}
{\displaystyle {\ce {Ca3(PO4)2 + 6 HNO3 -> 2 H3PO4 + 3 Ca(NO3)2}}}
Hierbij wordt een vloeibaar mengsel gevormd van fosforzuur en calciumnitraat. Door het mengsel af te koelen tot onder 0 °C kristalliseert het calciumnitraat en vormt kristallen calciumnitraattetrahydraat.
{\displaystyle {\ce {2 H3PO4 + 3 Ca(NO3)2 + 12 H2O -> 2 H3PO4 + 3 Ca(NO3)2.4H2O}}}
Deze kristallen kunnen fysisch van het fosforzuur gescheiden worden. De afgescheiden kristallen kunnen op verschillende wijzen verder verwerkt worden tot stikstofhoudende kunstmeststoffen zoals calciumnitraat maar ook tot ammoniumnitraat. Het filtraat dat ontdaan werd van de calciumnitraat kristallen bevat hoofdzakelijk fosforzuur, resten calciumnitraat en salpeterzuur. Er volgt een neutralisatie met ammoniak.
{\displaystyle {\ce {Ca(NO3)2 + 4 H3PO4 + 8 NH3 -> CaHPO4 + 2 NH4NO3 + 3(NH4)2HPO4}}}
Na neutralisatie met ammoniak kan het verder gegranuleerd, gedroogd en verwerkt worden tot NP kunstmeststoffen of middels toevoeging van kalium tot NPK, wat een minerale samengestelde kunstmeststof is.
Het reeds eerder vermelde calciumnitraat kan zowel als calciumnitraat als meststof op de markt gebracht worden, als worden omgezet.  De omzetting van calciumnitraat met ammoniak en koolstofdioxide geeft ammoniumnitraat en kalk.
{\displaystyle {\ce {Ca(NO3)2 + 2 NH3 + CO2 + H2O -> 2 NH4NO3 + CaCO3}}}
Beide producten kunnen samen verwerkt worden tot enkelvoudige stikstofmeststoffen.
Hoewel het proces in 1927 door Erling B. Johnson in de firma "Odda Smelteverk" werd ontwikkeld, heeft dit bedrijf het proces zelf nooit toegepast. Het was pas later, na het verlenen van licenties aan bedrijven als Norsk Hydro, BASF, Hoechst en DSM, dat deze bedrijven met hun industriële processen startten. Hoewel ze alle van hetzelfde basisidee vertrokken zijn, hebben hun versies toch verschillende belangrijke detailverschillen. Daarom wordt er tegenwoordig over het "Nitrofosforzuur proces" gesproken in plaats van over het "Oddaprocedé".  Heden wordt er enkel nog volgens deze route geproduceerd door Yara (Norsk Hydro) in Noorwegen, door Eurochem Antwerpen in België, door Agrolinz in Oostenrijk en door GNFC in India.